# Montefalcione
Montefalcione – miejscowość i gmina we Włoszech, w regionie Kampania, w prowincji Avellino.
Według danych na 1 stycznia 2022 roku gminę zamieszkiwało 3127 osób (1520 mężczyzn i 1607 kobiet).